# گوشه‌سیاه سبزگون
گوشه‌سیاه سبزگون (نام علمی: Euchloe charlonia) نام یک گونه از سرده سپیدهای خال‌خالی است.